# Chão Bom
Chão Bom (em Crioulo cabo-verdiano (escrito em ALUPEC): Txon Bon) é uma aldeia a noroeste da ilha de Santiago, em Cabo Verde.
A norte da mesma aldeia, fica um tristemente célebre campo de concentração, onde eram encerrados os inimigos políticos do regime ditatorial de Salazar. Este local era denominado por Colónia Penal do Tarrafal, tendo sido para lá enviados os primeiros prisioneiros (157) a 29 de Outubro de 1936, tendo lá falecido cerca de 40 detidos. O primeiro a falecer foi Pedro de Matos Filipe em 20 de Setembro de 1937. Foi encerrada em 1954, tendo sido reaberta em 1961, especialmente vocacionada para presos políticos africanos.

## Equipamentos sociais
- Escola Secundária Chão Bom

## Clubes do esportes
- Beira-Mar

## Aldeias próximas
- Tarrafal, a norte
- Porto Formoso, a nordeste
- Ribeira da Prata, a sul

| Ilha de Santiago |
| --- |
| Cidades, vilas e aldeias Achada \| Achada Banana \| \|Achada Fazenda \| Achadinha de Baixo \| Água do Gato \| Assomada \| Boa Entrada \| Calheta de São Miguel \| Cancelo \| Chão Bom \| Cidade Velha \| Figueira da Naus \| João Varela \| Mangue de Setes Ribeiras \| Milho Branco \| Pedra Badejo \| Pico \| Porto Formoso \| Porto Gouveia \| Porto Mosquito \| Porto Rincão \| Praia \| Principal \| Ribeira da Barca \| Ribeira da Prata \| Rui Vaz \| Santa Ana \| São Domingos \| São Francisco \| São Jorge dos Órgãos \| Tarrafal \| João Teves \| Trás os Montes |
| Cabo Verde \| Sotavento \| Santiago |